# Pangliaran
Pangliaran is een bestuurslaag in het regentschap Tasikmalaya van de provincie West-Java, Indonesië. Pangliaran telt 3828 inwoners (volkstelling 2010).